# Caterina De Marinis
Caterina De Marinis (Vasto, 29 dicembre 1970) è un'ex pallavolista ed ex giocatrice di beach volley italiana, campionessa italiana di beach volley nel 1994 con Laura Bruschini e nel 2000 con Antonella Del Core.

## Carriera
Vanta 13 vittorie di tappa nel campionato italiano assoluto, la partecipazione ad un mondiale beach volley nel 1996 a Los Angeles insieme a Cilene Nascimiento.